# 慶野義雄
慶野 義雄（けいの よしお、1946年（昭和21年） - ）は、日本の政治学者。平成国際大学法学部名誉教授。専門は、政治社会学・政治学・天皇論・立憲政治論。

## 略歴
栃木県小山市出身。京都大学法学部卒業。同大大学院法学研究科博士課程中退。国際政治学者の高坂正堯に師事。防衛医科大学校講師、同校助教授、大阪国際大学教授、平成国際大学教授兼同大大学院教授を歴任。
「日本会議」理事、第11代憲法学会理事長、日本教師会第5代会長。

## 著書
- 「ゼミナール現代の政治経済」（【共著】／PHP研究所）
- 「デモクラシーと現在政治」（嵯峨野書院）
- 「各国政治制度概説」（【共著】／慶應通信／平成2年）
- 「国家・憲法・政治　戦後の憲法秩序を考える」（慶野義雄・大矢吉之・佐伯宣親・奥村文男【編】／嵯峨野書院／1993年）
- 「国民の政治学　国家への覚醒」（慶野義雄・柳原修【共著】／ルーツ出版／1994年）
- 「現代政治」（慶野義雄・大矢吉之・武田敏朗【共著】／嵯峨野書院／2002年）

## 論文
- 「現代における天皇機関説事件」
- 「憲法改正の課題と展望」
- 「おかしいゾ！国民不在の自民党総裁選」（月刊誌「正論」／1987年（昭和62年）10月号）
- 「日本国憲法と國體」（憲法論叢　第2号／平成7年10月）
- 「『開かれた皇室』に勝る『すめろぎの道』」（月刊日本／平成10年9月号）
- 「帝国憲法の非プロイセン的性格」（月曜評論／平成10年10月号）
- 「天皇を形骸化し、独裁政治に道開く」（国民新聞社／平成13年3月25日号（『「首相公選制」私はこう見る』より））
- 「精神文化への露骨な政治介入を排す」（日本の教育／平成13年10月号）
- 「新保守・ニューリベラリズムは本物か　～鳩山由紀夫率いる民主党の可能性と限界」（月刊誌「正論」／2000年（平成12年）4月号）
- 「首相公選制の落し穴」（月刊誌「正論」／2001年（平成13年）7月号）
- 「改めて問う　民主党に政権は担えるか」（月刊誌「正論」／2005年（平成17年）10月号）